# Tribul lui Neftali

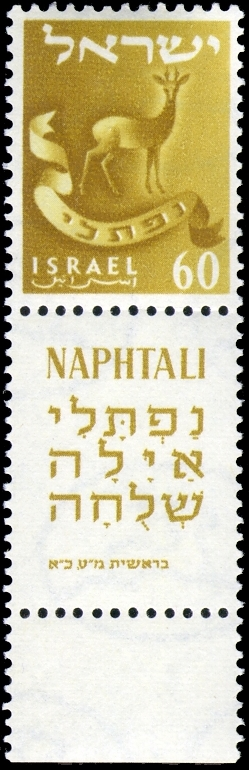
Timbru poștal din Israel înfățișând Ciuta - simbolul ale Tribului lui Neftali și inscripția Neftali - ayalá shluhá din Binecuvântarea lui Iacob din Cartea Genezei

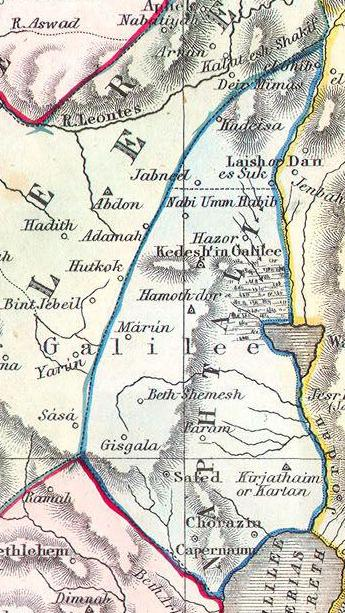
Teritoriul atribuit tribului lui Neftali, după Harta Palestinei publicată de George Philip și fiii din 1852

Tribul lui Neftali (în ebraică:שבט נפתלי = Shévet Naftali sau בני נפתלי  -  Bney Naftali) este unul din cele douăsprezece triburi israelite care, potrivit tradiției biblice, s-a așezat în nordul Canaanului. El este și unul din cele zece triburi israelite care ar fi „dispărut” după cucerirea asiriană a Țării Israelului.
După narațiunea biblică ebraică, după desăvârșirea cuceririi Canaanului de către israeliți (evreii antici), Iosua (Iosua Navi sau Isus Navin) a împărțit țara între cele douăsprezece triburi.
Arheologul biblic Kenneth Kitchen crede că acest eveniment s-a produs la puțin timp după 1200 î.Hr. Alți cercetători dispută istoricitatea Cărții lui Iosua. 
Tribul Naftali, adică Neftali, fiul lui Iacob și descendenții săi, s-au așezat în partea de est a Galileei imediat la vest de Marea Galileei (Lacul Kineret) pe pământuri din  Galileea Inferioară și din Galileea Superioară. Teritoriul tribului Neftali s-a mărginit la vest cu cel al tribului lui Așer, la nord cu cel al Tribului lui Dan, la sud cu cel al Tribului lui Zebulon, iar la est, cu râul Iordan..Cel mai important oraș antic din zona tribului lui Neftali, a fost Hatzor.
Mărginind Marea Galileei, zona tribului lui Neftali cuprindea câmpia roditoare a Genezaretului (Ghinosar) descrisă de Iosif Flaviu ca un paradis terestru. Partea de miazăzi a regiunii alcătuia un fel de pas natural între înălțimile Canaanului, prin ea trecând mai multe drumuri principale (ca de pildă, cel care ducea de la Damasc la Acra și Tir)
Prosperitatea zonei lui Neftali a fost prorocită în Binecuvântarea lui Moise , deși cercetătorii văd în aceasta din urmă o afirmație postfactum, datând-o cu mult după așezarea tribului în Țara Făgăduinței.
După evenimentele descrise ca fiind cucerirea Canaanului de către Iosua și până la crearea primului regat israelit (in circa 1050 î.Hr)  tribul lui Neftali a făcut parte dintr-o confederație relativ laxă de triburi israelite. Nu exista o conducere centrală, dar în vremuri de restriște poporul era condus de conducători ad hoc numiți Judecători (Shoftim)
(vezi Cartea Judecătorilor). Odată cu creșterea amenințării incursiunilor filistenilor triburile israelite s-au organizat într-o monarhie centralizată menită să se confrunte cu aceste primejdii. Tribul lui Neftali s-a alăturat și el noului regat condus inițial de Saul (Shaul), După moartea lui Saul, toate triburile în afara celui al lui Iuda au rămas loiale dinastiei lui Saul. După moartea lui Ish-Boshet (Ish-Baal), fiul și succesorul lui Saul la tronul regatului, tribul lui Neftali s-a alăturat celorlalte triburi din nord care l-au ales pe David, pe atunci rege în Iuda, ca rege al Israelului unificat. Până la urmă, la urcarea pe tron prin anul 930 î.Hr. a nepotului lui David, Roboam (Rehavam), triburile de nord s-au separat de Casa lui David, pentru a se organiza în regatul de nord Israel.   
În anul 732 î.Hr. regele Pekah al Israelului, cu capitala la Samaria, aliat cu Retzin, regele Aramului, a amenințat Ierusalimul și atunci regele Iudeei, Ahaz, a apelat la ajutorul regelui asirian,Tiglat Pelasar al III-lea. După ce a jefuit Damascul și Israelul. a anexat Aramul si o mare parte din regatul Israel, „inclusiv toată țara lui Neftali”, după mărturia Cărții a Doua a Regilor (16:9,15:29) regele Asiriei a deportat în Asiria populația Aramului și a părții anexate a Israelului. Această deportare este menționată în Cartea lui Tobit, carte deuterocanonică, care atribuie regelui Salmanasar al V-lea.    
Regatul Israelului a continuat să ființeze până în 723 î.Hr. când a fost din nou invadat de Asiria, iar populația rămasă a fost deportată și ea. Tribul lui Neftali ar fi avut atunci soarta „celor Zece triburi dispărute ale Israelului”. 

## Originea și numele

Harta Canaanului cu cele douăsprezece triburi ale Israelului antic. Neftali era așezat în nord

După relatarea biblică - din Pentateuh Tora, tribul era alcătuit din urmașii lui Neftali, un fiu al lui Iacob si al Bilhei, de la care își trăgea numele.  Arthur Peake vedea în această afirmație o postdicție, o metaforă eponimă furnizând etiologia conexiunii tribului cu celelalte din confederația triburilor israelite.

### Arborele familial
|          |          |          |          |          |          |  |  | Neftali | Neftali | Neftali | Neftali | Neftali | Neftali |  |  | Merimah | Merimah | Merimah | Merimah | Merimah | Merimah |  |  |         |         |         |         |         |         |
|          |          |          |          |          |          |  |  | Neftali | Neftali | Neftali | Neftali | Neftali | Neftali |  |  | Merimah | Merimah | Merimah | Merimah | Merimah | Merimah |  |  |         |         |         |         |         |         |
|          |          |          |          |          |          |  |  |         |         |         |         |         |         |  |  |         |         |         |         |         |         |  |  |         |         |         |         |         |         |
|          |          |          |          |          |          |  |  |         |         |         |         |         |         |  |  |         |         |         |         |         |         |  |  |         |         |         |         |         |         |
| Yahtziel | Yahtziel | Yahtziel | Yahtziel | Yahtziel | Yahtziel |  |  | Guni    | Guni    | Guni    | Guni    | Guni    | Guni    |  |  | Yetzer  | Yetzer  | Yetzer  | Yetzer  | Yetzer  | Yetzer  |  |  | Shillem | Shillem | Shillem | Shillem | Shillem | Shillem |